# Георг XI фон дер Шуленбург
Георг XI фон дер Шуленбург (на немски: Georg XI von der Schulenburg; * 1567; † 14 февруари 1607, Требсен, окръг Лайпциг) е благородник от род фон дер Шуленбург в Алтмарк в Саксония-Анхалт и господар на Требсен в окръг Лайпциг.

## Произход и управление
Той е четвъртият син (от седем сина и десет деца) на Албрехт IV фон дер Шуленбург (1535 – 1583) и съпругата му Доротея фон Велтхайм (ок. 1539 – 1593), дъщеря на Ахац фон Велтхайм († 1558) и Аделхайд фон Швихелт († 1545). Внук е на Левин I фон дер Шуленбург (1510 – 1569) и Илза фон Квитцов (1518 – 1591). Брат е на Левин III фон дер Шуленбург (1564 – 1625), Ахац I фон дер Шуленбург (1565 – 1616), Ханс X фон дер Шуленбург (1566 – 1598), Липолд I фон дер Шуленбург (1568 – 1636), Вернер фон дер Шуленбург († сл. 1583) и Дитрих XI фон дер Шуленбург (1574 – 1618).
През 1592 г. Георг XI фон дер Шуленбург поема управлението в Требсен. След смъртта на неженения му и бездетен син Албрехт фон дер Шуленбург през 1637 г. от чума, фамилията фон Дизкау поема двореца и господството Требсен. Дъщеря му Илза (1607 – 1637) е омъжена за Карл фон Дизкау (1601 – 1667).

## Фамилия
Първи брак: през 1599 г. с графиня Анна фон дер Шуленбург (* 3 май 1579?; † 17 март 1603, Требсен, Лайпциг), дъщеря на Левин II фон дер Шуленбург (1528 – 1587) и Фридерика фон Алвенслебен (1554 – 1609). Те имат децата:
- Доротея (* 6 октомври 1600, Требсен; † 9 април 1665, Брист/Кревезе), омъжена на 22 ноември 1618 г. в Кревезе за Кристоф фон Бисмарк (* 1 август 1583, Хавелберг; † 3 юли 1655, Брист), син на Панталеон фон Бисмарк (1539 – 1604) и Анна фон дер Шуленбург (1556 – 1626).
- Фредека (1601 – 1662), омъжена за Кристоф Йобст фон Цантир († 6 март 1646, Залцфурт)
- Анна (1603 – 1636), омъжена за Йобст фон Бисмарк

Втори брак: през 1605 г. с Анна фон Бисмарк (1580 – 1631), дъщеря на Панталеон фон Бисмарк (1539 – 1604) и Анна фон дер Шуленбург (1556 – 1626). Те имат две деца:
- Албрехт (* 12 октомври 1606; † 1637, от чума), господар на Требсен
- Илза (* 1607; † 31 март 1637), омъжена за Карл фон Дизкау (* 17 април 1601; † 11 октомври 1667)